# Matthäus Hetzenauer
Matthäus Hetzenauer (Brixen im Thale, Ausztria 1924. december 23. – Brixen im Thale, Ausztria 2004. október 3.) német őrvezető, mesterlövész, a 3. német hegyivadász Hadosztály tagja a második világháborúban.

## Élete
A keleti fronton 345 orosz katona leküzdését igazolta. Korabeli források szerint a legtávolabbi halálos lövését 1100 méterről adta le. Leggyakrabban használt fegyvere a K98 karabély volt, melyet hatszoros nagyítású távcsővel használt. 1945. április 17-én megkapta a Vaskereszt Lovagkeresztjét.
A háború végén hadifogságba került, öt évig raboskodott a Szovjetunióban. 80. életévében, 2004. október 3-án hunyt el keringési rendellenességben.

## Kitüntetései
- Vaskereszt II. osztály – 1944. szeptember 1.
- Fekete Sebesülési Érem – 1944. november 9.
- Gyalogsági Támadási Érdemrend – 1944. november 13.
- Vaskereszt I. osztály – 1944. november 25.
- Mesterlövész jelvény I. osztály, arany – 1944. december 3.
- Close Combat Clasp
- A Vaskereszt Lovagkeresztje – 1945. április 17.